# Морнос (язовир)
Морнос (на гръцки: Λίμνη Μόρνου) е деветия по големина язовир в Гърция. Изграден е на река Морнос, между планините Вардуша и Гиона. Изграждането му е с цел задоволяване нарастващите нужди от вода на Атина и завършва през 1989 г. Свързан е посредством подземен тунел с Евинос, откъдето също се черпи вода за захранването на гръцката столица. 
Акведуктът от язовира с който се захранва Атина е един от най-големите в Европа с обща дължина от 188 км. Той пресича Фокида, Беотия и Атика и има 15 тунела с обща дължина 71 км.